# Hapalemur griseus gilberti
Hapalemur griseus gilberti är en underart till Hapalemur griseus som ingår i släktet halvmakier bland lemurerna. Populationen betraktas av några zoologer som art.
Dessa halvmakier är med en genomsnittlig vikt av 967 g tyngre än de andra tre underarterna av Hapalemur griseus. De har däremot en mindre kroppslängd (huvud och bål) av cirka 28 cm. Svanslängden ligger vid 35 cm. Underartens öron är jämförd med huvudets storlek kortare än hos andra underarter. Individerna har en rödbrun päls på ryggen och en grå päls på undersidan som får en rödaktig skugga vid bakkroppen. Populationen har en mörkgrå svans.
Utbredningsområdet ligger i östra Madagaskar och begränsas av floderna Mangoro och Onive i norr samt av floden Nesivolo i syd. Liksom andra underarter är populationen bunden till skogar med en undervegetation av bambu. Individerna är dagaktiva.
Underarten förekommer i en region som är mindre än 860 km². IUCN listar Hapalemur griseus gilberti på grund av habitatförstöring som starkt hotad (EN).